# Lavandula coronopifolia
Lavandula coronopifolia là một loài thực vật có hoa trong họ Hoa môi. Loài này được Poir. mô tả khoa học đầu tiên năm 1789.